# Palazzo Cioffi

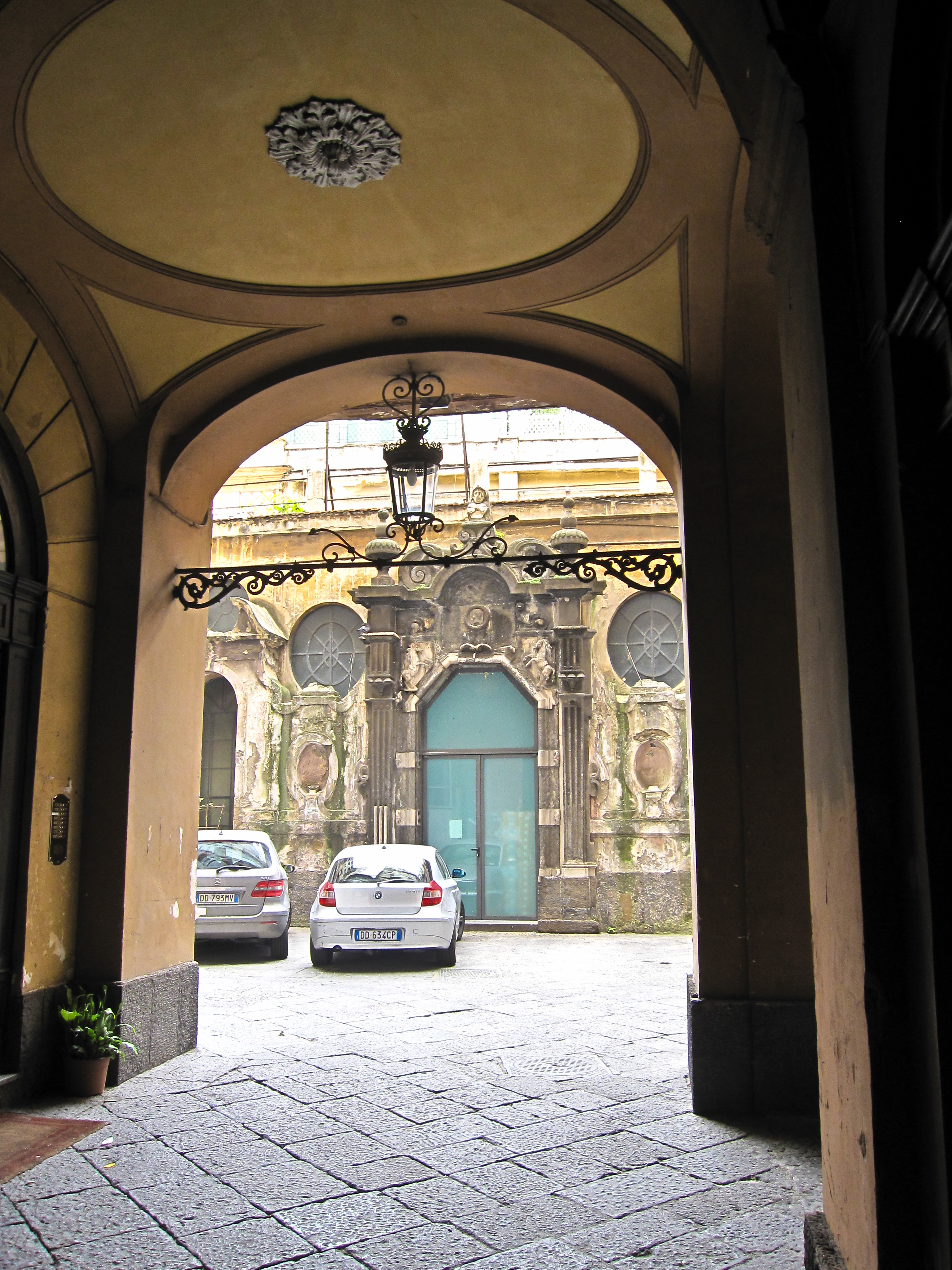
Portale nel cortile del palazzo

Il Palazzo Cioffi è un edificio di valore storico e architettonico di Napoli, ubicato sulla Riviera di Chiaia, nell'omonimo quartiere.

## Storia
Il palazzo sorge sulle preesistenze di una proprietà dei Carafa di Belvedere risalente al XVII secolo; l'attuale rifacimento è databile alla seconda metà del XVIII secolo. Appartenne inizialmente ai marchesi Cioffi, poi ai Macedonio, a seguire ai Carafa di Traetto (è il loro lo stemma che va a delineare il timpano triangolare della finestra centrale del piano nobile) e infine ai Caracciolo di Sant'Eramo. Negli anni cinquanta e anni sessanta del Novecento la volumetria del fabbricato venne alterata con la costruzione di una sala cinematografica nel giardino e la sopraelevazione di un piano.
Il cortile era adorno di statue di marmo. La facciata si eleva su cinque piani (compresa la sopraelevazione); il basamento è caratterizzato da una decorazione in stucco a listello interrotto solamente dalle aperture del mezzanino e del portale a sesto ribassato in marmo e piperno risalente al XVIII secolo; ai lati, la facciata è decorata da bugne a cuscino angolari, mentre i piani sono scanditi da cornici marcapiano. Il piano nobile è caratterizzato dalle cornici dei balconcini con timpano triangolare; il balcone centrale presenta una decorazione floreale che sorregge lo stemma in stucco.
Nel cortile sono ancora riconoscibili i resti della fabbrica barocca: infatti, sullo sfondo si trova un edificio basso che divide il palazzo con la proprietà retrostante. Il piccolo edificio è caratterizzato da un portale che svolge un fastigio curvo che termina con un busto centrale e pignatte angolari a conclusione delle volute. Il vano di passaggio è formato da un arco poligonale in marmo e piperno. Alle estremità dell'arco vi sono due rilievi raffiguranti cavalli rampanti con il motto DONEC AD METAM (Fino alla meta). Ai lati vi sono due portali minori ad arco che si concludono con un timpano semicircolare spezzato, al cui centro dovevano essere ospitati altri busti.

## Altre immagini

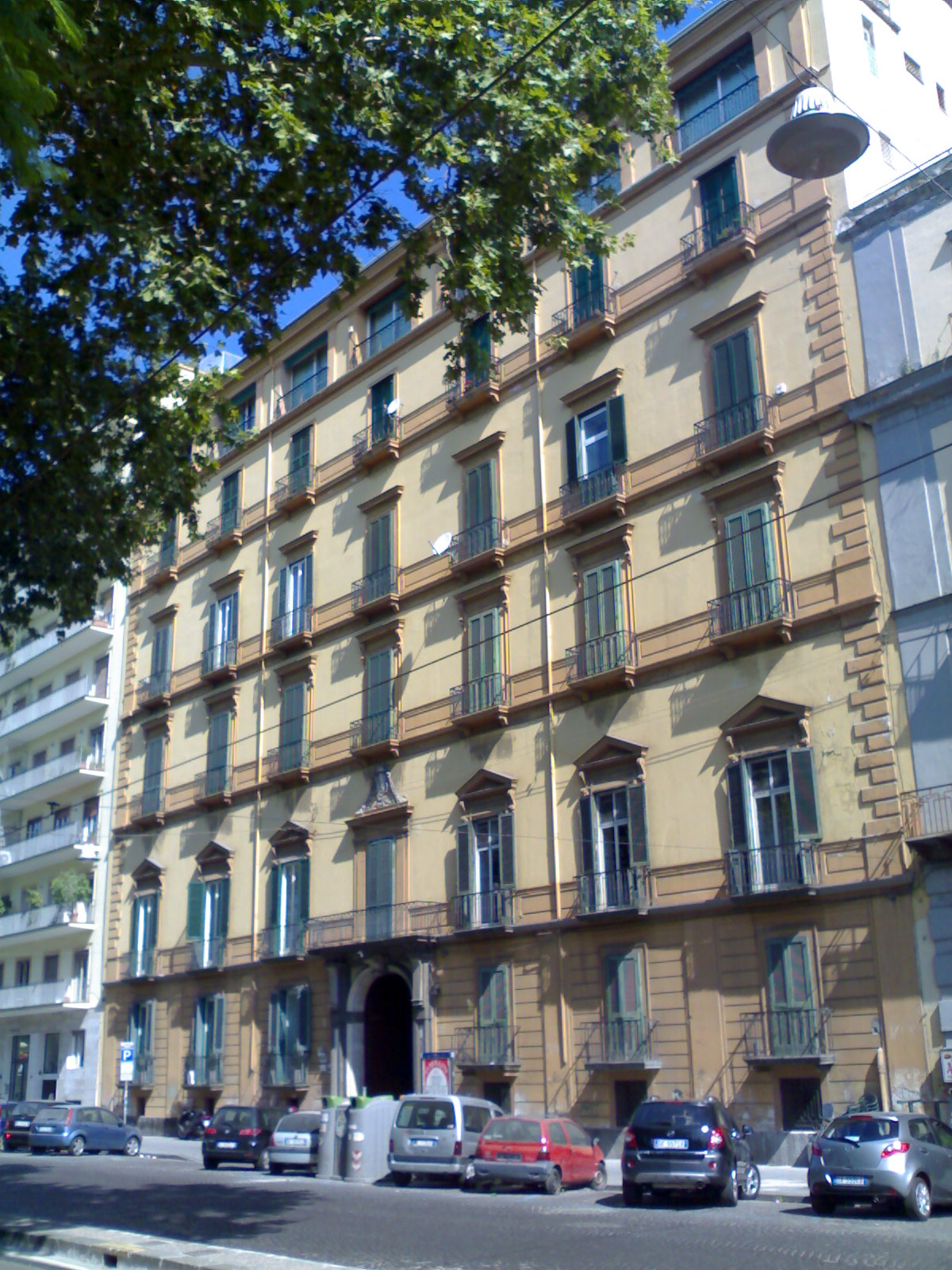
Altra visuale di Palazzo Cioffi
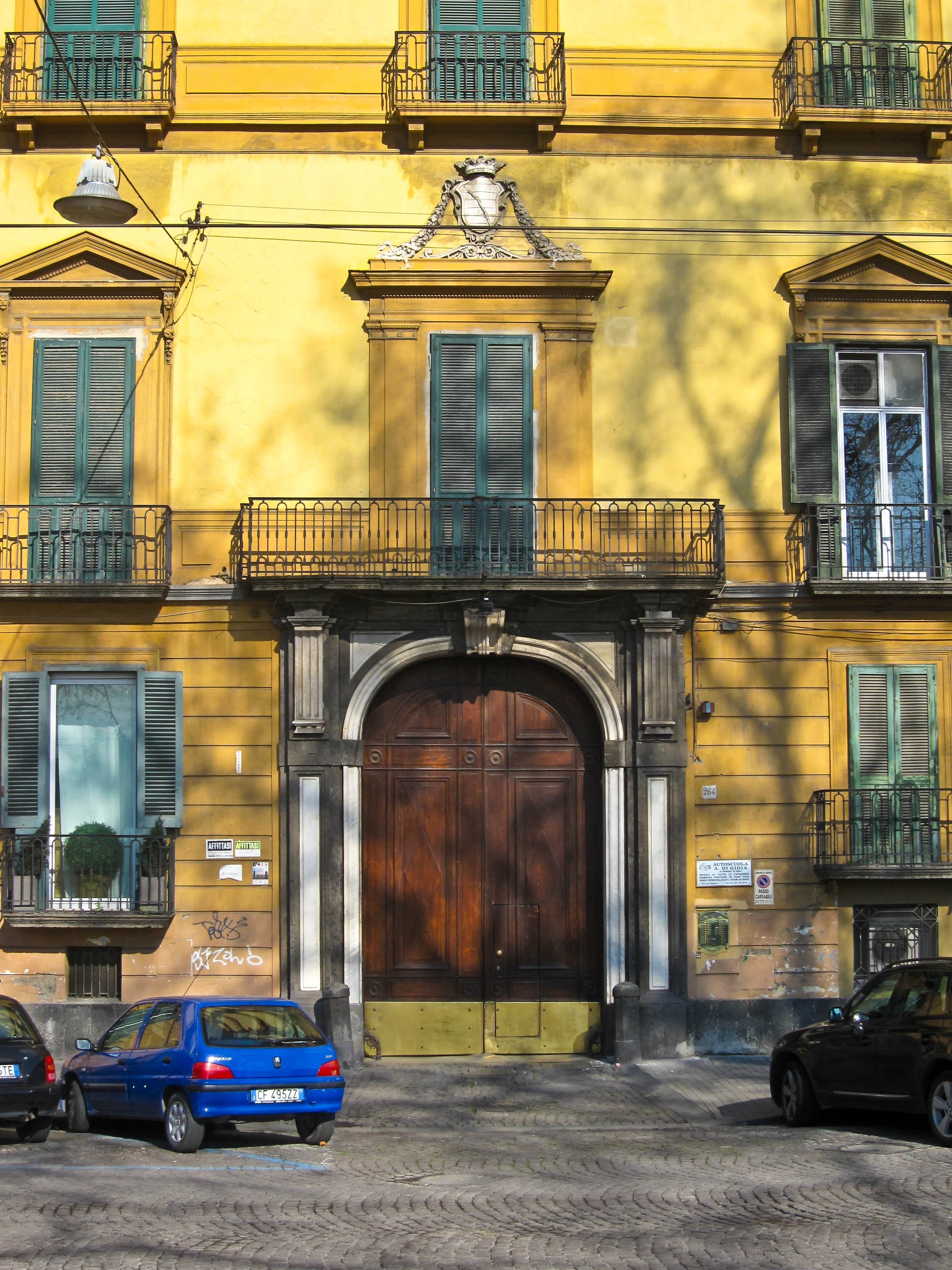
Particolare del portale principale